# Hugh Greene
Sir Hugh Carleton Greene, KCMG • OBE (15 de novembro de 1910 - 19 de fevereiro de 1987) foi jornalista e executivo de televisão britânico. Ele atuou como diretor-geral da BBC de 1960 a 1969. Ele era o irmão de Graham Greene, famoso romancista inglês.